# Maintenay
Maintenay è un comune francese di 391 abitanti situato nel dipartimento del Passo di Calais nella regione dell'Alta Francia.
Il suo territorio comunale è bagnato dalle acque del fiume Authie.

## Società

### Evoluzione demografica
Abitanti censiti